# 照国丸
照国丸（てるくにまる、照國丸）とは、かつて日本郵船が欧洲航路で運航していた貨客船である。第二次世界大戦当初中立国であった日本が喪失した最初の商船であった。船名由来は照国神社。

## 船歴

### 建造の経緯
日本郵船は1921年（大正10年）までに箱根丸級の4隻を欧洲航路に就航させていたが、ヨーロッパ各国の競合他社が同航路に新型の大型客船を導入するにつれて、日本郵船の集客率に影響が出始めた。
そのため、日本郵船は欧洲航路の中でも特に旅客重視であったロンドン航路を強化すべく、1929年（昭和4年）に12,000トン級の照国丸と靖国丸の2隻を建造し、起死回生を図った。

### 就航後
1930年6月30日、「照国丸」は横浜からロンドンへ向け処女航海に出発した。
「照国丸」は姉妹船「靖国丸」や箱根丸級の4隻とともに、横浜～ロンドン間で月に2回の航海を行なった。「照国丸」は横浜とロンドンを結ぶ定期航路だけでなく、「ノース・コンチネンタル・クルーズ」として、アントワープ、ロッテルダム、ハンブルクなどの北海沿岸の都市を巡ったこともある。
船内の装飾は基本的には洋風ながら、特別室のサロンには松田権六による蒔絵を取り入れるなど、日本風のインテリアも多用され、外国人の船客に特に好評であった。
1932年、チャールズ・チャップリンとシドニー・チャップリンがシンガポールから「照国丸」に乗船して来日した。観光後、シドニー・チャップリンは「照国丸」でヨーロッパへ向かった。
航路
横浜-神戸-上海-香港-シンガポール-ペナン-コロンボ-アデン-スエズ-ポートサイド-ナポリ-マルセイユ-ジブラルタル-ロンドン
往路46日、復路41日。

### 沈没
1939年（昭和14年）9月、第二次世界大戦が始まるも、「照国丸」は同月24日午後5時に横浜港から第25次の航海に出発した。「照国丸」は名古屋、大阪、神戸、門司、上海、香港、シンガポール、ペナン、コロンボ、ベイルート、ナポリを経由し、11月上旬にマルセイユに到着。審検を受け、4日間拘束された。同地で多くが降りたため、乗客は28名となった。次いでカサブランカに寄港し、11月15日にそこを出港。審検地とされたダウンズへ向かった。
11月19日午前9時に「照国丸」はダウンズに到着し、審検を受けた。この時、ロンドンへの航路はドイツ軍による機雷敷設のため封鎖されていた。掃海完了との連絡を11月20日に受けたが、夜間航行を避けて「照国丸」は11月21日午前8時半に出航した。午後0時53分、爆発が起き、「照国丸」の右舷で水柱が上がった。船長が浅瀬へ乗り上げさせようとした時には機関は使用不能となっていた。午後1時には総員退船が命じられ、午後1時35分に「照国丸」は横転、沈没した。水深が浅く、左舷の船尾部分の一部は海面上に残ったままとなった。
軽傷者数名のみで死者は出ず、救命艇に乗った乗員乗客はイギリスの掃海艇に救助され、ハーウィッチへ運ばれた。

### その後
事故後日本政府は、爆沈の原因が英独どちらの責任であるとしても、国際法上の重大な違法行為であるとして、両政府に対して説明と回答を要求したが、どちらが敷設した機雷であったのかは不明で、英独とも責任のなすり合いをするのみであり、真相は判明しなかった。
日本郵船はその後もしばらくの間欧州航路の配船を続け、当時航海中だった往行の諏訪丸にもそのまま航海を続行させた。乗組員は全員が翌年の1月までに日本郵船の船に便乗して帰国した。最後の欧州路線は9月にリヴァプールを出発し、地中海を避けアフリカ経由で3か月をかけて戻ってきた諏訪丸であった。